# Das war in Heidelberg in blauer Sommernacht
Das war in Heidelberg in blauer Sommernacht war sowohl der Titel eines Liedschlagers, der 1925 im Drei Masken-Verlag Berlin erschienen war, als auch der eines heiteren Stummfilms, den Emmerich Hanus 1926 für die Produktionsfirma  Althoff & Co. (Berlin) inszenierte.

## Hintergrund
Die Uraufführung des Films fand am 8. Februar 1927 im Ufa-Theater am Berliner Weinbergsweg statt.
Den Schlager dazu, ein Marschlied, komponierte Hermann Krome, den Text verfasste der deutsche Sänger und Liederdichter Willy Weiss.
Der Schlager erfreute sich auch außerhalb des Lichtspieltheaters rasch großer Beliebtheit und wurde von ersten Künstlern der Zeit wie Gustav Jacoby, Harry Steier und dem populären Tenor Max Kuttner unter seinem Künstlernamen „Carlos Cantieni“ auf Grammophonplatten aufgenommen.
Er steht in einer Tradition, die mit Fred Raymonds mittlerweile beinahe schon zum Volkslied gewordenen Heidelberg-Schlager „Ich hab mein Herz in Heidelberg verloren“ begonnen und nach sich noch viele ähnlich gestimmte Lieder gezogen hat. Er ritt auf einer Welle nationaler Begeisterung, die mit der Romantisierung des Ortes begonnen hatte und die sich, durch die Räumung des Rheinlandes von alliierter Besatzung im Januar 1926 erst richtig beflügelt, in zahllosen konjunkturträchtigen Rhein-, Wein- und Heidelberg-Schlagerliedern und -unterhaltungsfilmen  niederschlug.

## Tondokumente
- Das war in Heidelberg in blauer Sommernacht (Herm. Krome – Willy Weiss) “Homocord”-Orchester mit Gesang. Homocord Electro 4-2340 (Matr. M 19 190), aufgen. 1926[12]
- Das war in Heidelberg in blauer Sommernacht (Text: W. Weiß, Musik: Hermann Krome) Harry Steier, mit Quartett und Orchester. Beka B. 6209 (Matr. 34 206-2), aufgen. 1.09.27
- Das war in Heidelberg in blauer Sommernacht: Marschlied (Musik: Krome – Text: Weiß) Gespielt vom Jazz-Orchester "Wenskat mit seinen Prominenten", gesungen von Herrn Kammersänger Carlos Cantieni, Tenor. Isiphon-Electrocord 20 (Matr. 7711) [15 107 B]
- Das war in Heidelberg in blauer Sommernacht (Musik: Hermann Krome – Text: Willi Weiß) Gustav Jacoby, Vortragsmeister. Begleitung: Instrumentaltrio. Odeon O-2167 (Be 5686), aufgen. 04.27

## Abbildungen
- Willy Weiss im Taschenalbum Künstler am Rundfunk 1932, S. 135.
- Harry Steier auf Lindström-Autogrammkarte.